# Камешница (Сунский район)
Камешница — опустевшая деревня в Сунском районе Кировской области в составе  Большевистского сельского поселения.

## География
Находится на расстоянии примерно 13 км по  прямой на север от районного центра поселка  Суна у дороги Киров-Суна.

## История
Известна была с 1678 года как починок  Камешной с 5 дворами,  в 1764 здесь (уже деревня) проживало 111 монастырских крестьян (Успенского Трифонова монастыря) и 32 государственных. В 1873 году здесь учтено было дворов 12 и жителей 75, в 1905 16 и 101, в 1926 16 и 87, в 1950 15 и 65. В 1989 году оставалось 5 постоянных жителей. 

## Население
Постоянное население  составляло 5 человек (русские 100%) в 2002 году, 0 в 2010.